# 미티테이
미티테이(루마니아어: mititei) 또는 미치(루마니아어: mici)는 루마니아의 고기 요리이다. 양념한 다진 고기를 작은 원기둥 모양으로 뭉쳐서 구워 먹는 음식으로, 루마니아의 국민 음식 가운데 하나로 여겨진다.

## 이름
루마니아어 "미티테이(mititei)"는 "작은 것, 꼬마"를 뜻하는 "미티텔(mititel)"의 복수 형태이다. "미치(mici)" 또한 "작은 것, 꼬마"를 뜻하는 "미크(mic)"의 복수 형태이다. "작은 것들, 꼬마들"이라는 뜻이다.

## 만들기
전통적으로는 다진 쇠고기와 양고기를 섞어 쓰지만, 현대에 들어 돼지고기도 흔히 쓰인다. 고기는 지방이 많은 부위를 쓰거나, 탤로 등을 다져 넣기도 한다. 다진 고기에 가루낸 깟씨, 올스파이스, 쿠민, 팔각, 후추 등 향신료와 파프리카가루, 백리향과 세이보리 등 허브, 다진 마늘, 소금, 베이킹 소다, 육수 등을 넣어 잘 섞은 다음, 작은 원기둥 형태로 뭉쳐서 그릴이나 프라이 팬에 구워 낸다. 주로 감자 튀김, 머스터드, 무러투리 등을 곁들여 먹는다. 전통 술인 추이커를 곁들이기도 한다.

## 같이 보기
- 체바피
- 케밥체
- 쿠루 쾨프테
- 키프테아
- 프르조알러